# Biuro Polityczne KC PZPR
Biuro Polityczne Komitetu Centralnego Polskiej Zjednoczonej Partii Robotniczej (Biuro Polityczne KC PZPR), „Politbiuro” (ros. политбюро) −  główny organ kierowniczy Komitetu Centralnego Polskiej Zjednoczonej Partii Robotniczej, stanowiący odpowiednik egzekutywy na niższych szczeblach. Kierował pracą KC pomiędzy posiedzeniami plenarnymi odbywającymi się nie rzadziej niż raz na cztery miesiące, a także zatwierdzał decyzje Sekretariatu KC kierującego pracą bieżącą, głównie w dziedzinie kontroli wykonania uchwał partii i doboru kadr KC. W jego skład wchodziło zwykle od 9 do 15 członków, posiadających pełne prawo głosu, oraz kilku zastępców członka Biura Politycznego, bez pełnego prawa głosu. Wzorowane na podobnym organie KC KPZR było faktycznym ośrodkiem decyzyjnym władz PRL. Tu zapadały kluczowe decyzje polityczne, a członkowie Biura Politycznego nadzorowali powierzone sobie poszczególne ministerstwa i resorty.

## Biuro PolitycznePolskiej Partii Robotniczej1944–1948
| Data                          | Członek              | od              | do              |
| ----------------------------- | -------------------- | --------------- | --------------- |
| sierpień 1944 – grudzień 1945 | Władysław Gomułka    | sierpnia 1944   |                 |
| sierpień 1944 – grudzień 1945 | Bolesław Bierut      | sierpnia 1944   |                 |
| sierpień 1944 – grudzień 1945 | Jakub Berman         | sierpnia 1944   |                 |
| sierpień 1944 – grudzień 1945 | Hilary Minc          | sierpnia 1944   |                 |
| sierpień 1944 – grudzień 1945 | Aleksander Zawadzki  | sierpnia 1944   |                 |
| sierpień 1944 – grudzień 1945 | Marian Spychalski    | maja 1945       |                 |
| sierpień 1944 – grudzień 1945 | Roman Zambrowski     | sierpnia 1945   |                 |
| I Zjazd PPR 6–13 grudnia 1945 | Władysław Gomułka    | 12 grudnia 1945 | 3 września 1948 |
| I Zjazd PPR 6–13 grudnia 1945 | Bolesław Bierut      | 12 grudnia 1945 |                 |
| I Zjazd PPR 6–13 grudnia 1945 | Jakub Berman         | 12 grudnia 1945 |                 |
| I Zjazd PPR 6–13 grudnia 1945 | Hilary Minc          | 12 grudnia 1945 |                 |
| I Zjazd PPR 6–13 grudnia 1945 | Aleksander Zawadzki  | 12 grudnia 1945 |                 |
| I Zjazd PPR 6–13 grudnia 1945 | Marian Spychalski    | 12 grudnia 1945 |                 |
| I Zjazd PPR 6–13 grudnia 1945 | Roman Zambrowski     | 12 grudnia 1945 |                 |
| I Zjazd PPR 6–13 grudnia 1945 | Stanisław Radkiewicz | 12 grudnia 1945 |                 |
| I Zjazd PPR 6–13 grudnia 1945 | Franciszek Jóźwiak   | 3 września 1948 |                 |

## Biuro PolitycznePolskiej Zjednoczonej Partii Robotniczej1948–1990
| Data                                   | Członek                      | od                   | do                   |
| -------------------------------------- | ---------------------------- | -------------------- | -------------------- |
| I Zjazd PZPR 15–22 grudnia 1948        | Bolesław Bierut              | 21 grudnia 1948      |                      |
| I Zjazd PZPR 15–22 grudnia 1948        | Jakub Berman                 | 21 grudnia 1948      |                      |
| I Zjazd PZPR 15–22 grudnia 1948        | Hilary Minc                  | 21 grudnia 1948      |                      |
| I Zjazd PZPR 15–22 grudnia 1948        | Aleksander Zawadzki          | 21 grudnia 1948      |                      |
| I Zjazd PZPR 15–22 grudnia 1948        | Marian Spychalski            | 21 grudnia 1948      | 1949                 |
| I Zjazd PZPR 15–22 grudnia 1948        | Roman Zambrowski             | 21 grudnia 1948      |                      |
| I Zjazd PZPR 15–22 grudnia 1948        | Franciszek Jóźwiak           | 21 grudnia 1948      |                      |
| I Zjazd PZPR 15–22 grudnia 1948        | Józef Cyrankiewicz           | 21 grudnia 1948      |                      |
| I Zjazd PZPR 15–22 grudnia 1948        | Stanisław Radkiewicz         | 21 grudnia 1948      |                      |
| I Zjazd PZPR 15–22 grudnia 1948        | Adam Rapacki                 | 21 grudnia 1948      | 17 marca 1954        |
| I Zjazd PZPR 15–22 grudnia 1948        | Henryk Świątkowski           | 21 grudnia 1948      | 17 marca 1954        |
| II Zjazd PZPR 10–17 marca 1954         | Bolesław Bierut              | 17 marca 1954        | 12 marca 1956        |
| II Zjazd PZPR 10–17 marca 1954         | Jakub Berman                 | 17 marca 1954        | 4 maja 1956          |
| II Zjazd PZPR 10–17 marca 1954         | Hilary Minc                  | 17 marca 1954        | 10 października 1956 |
| II Zjazd PZPR 10–17 marca 1954         | Aleksander Zawadzki          | 17 marca 1954        |                      |
| II Zjazd PZPR 10–17 marca 1954         | Roman Zambrowski             | 17 marca 1954        |                      |
| II Zjazd PZPR 10–17 marca 1954         | Franciszek Jóźwiak           | 17 marca 1954        | 21 października 1956 |
| II Zjazd PZPR 10–17 marca 1954         | Józef Cyrankiewicz           | 17 marca 1954        |                      |
| II Zjazd PZPR 10–17 marca 1954         | Stanisław Radkiewicz         | 17 marca 1954        | 19 kwietnia, 1956    |
| II Zjazd PZPR 10–17 marca 1954         | Edward Ochab                 | 17 marca 1954        |                      |
| II Zjazd PZPR 10–17 marca 1954         | Konstanty Rokossowski        | 17 marca 1954        | 21 października 1956 |
| II Zjazd PZPR 10–17 marca 1954         | Zenon Nowak                  | 17 marca 1954        | 21 października 1956 |
| II Zjazd PZPR 10–17 marca 1954         | Franciszek Mazur             | 17 marca 1954        | 21 października 1956 |
| II Zjazd PZPR 10–17 marca 1954         | Władysław Dworakowski        | 17 marca 1954        | 21 października 1956 |
| II Zjazd PZPR 10–17 marca 1954         | Adam Rapacki                 | 28 lipca 1956        |                      |
| II Zjazd PZPR 10–17 marca 1954         | Edward Gierek                | 28 lipca 1956        | 21 października 1956 |
| II Zjazd PZPR 10–17 marca 1954         | Roman Nowak                  | 28 lipca 1956        | 21 października 1956 |
| II Zjazd PZPR 10–17 marca 1954         | Adam Rapacki (Z)             | 17 marca 1954        | 28 lipca 1956        |
| II Zjazd PZPR 10–17 marca 1954         | Hilary Chełchowski (Z)       | 17 marca 1954        | 21 października 1956 |
| Zmiany 21 października 1956            | Władysław Gomułka            | 21 października 1956 |                      |
| Zmiany 21 października 1956            | Aleksander Zawadzki          | 21 października 1956 |                      |
| Zmiany 21 października 1956            | Roman Zambrowski             | 21 października 1956 |                      |
| Zmiany 21 października 1956            | Józef Cyrankiewicz           | 21 października 1956 |                      |
| Zmiany 21 października 1956            | Edward Ochab                 | 21 października 1956 |                      |
| Zmiany 21 października 1956            | Adam Rapacki                 | 21 października 1956 |                      |
| Zmiany 21 października 1956            | Stefan Jędrychowski          | 21 października 1956 |                      |
| Zmiany 21 października 1956            | Ignacy Loga-Sowiński         | 21 października 1956 |                      |
| Zmiany 21 października 1956            | Jerzy Morawski               | 21 października 1956 |                      |
| III Zjazd PZPR 10–19 marca 1959        | Władysław Gomułka            | 19 marca 1959        |                      |
| III Zjazd PZPR 10–19 marca 1959        | Aleksander Zawadzki          | 19 marca 1959        |                      |
| III Zjazd PZPR 10–19 marca 1959        | Roman Zambrowski             | 19 marca 1959        | lipca 1963           |
| III Zjazd PZPR 10–19 marca 1959        | Józef Cyrankiewicz           | 19 marca 1959        |                      |
| III Zjazd PZPR 10–19 marca 1959        | Edward Ochab                 | 19 marca 1959        |                      |
| III Zjazd PZPR 10–19 marca 1959        | Adam Rapacki                 | 19 marca 1959        |                      |
| III Zjazd PZPR 10–19 marca 1959        | Stefan Jędrychowski          | 19 marca 1959        |                      |
| III Zjazd PZPR 10–19 marca 1959        | Ignacy Loga-Sowiński         | 19 marca 1959        |                      |
| III Zjazd PZPR 10–19 marca 1959        | Jerzy Morawski               | 19 marca 1959        | października 1959    |
| III Zjazd PZPR 10–19 marca 1959        | Edward Gierek                | 19 marca 1959        |                      |
| III Zjazd PZPR 10–19 marca 1959        | Marian Spychalski            | 19 marca 1959        |                      |
| III Zjazd PZPR 10–19 marca 1959        | Zenon Kliszko                | 19 marca 1959        |                      |
| IV Zjazd PZPR 15–20 czerwca 1964       | Władysław Gomułka            | 20 czerwca 1964      |                      |
| IV Zjazd PZPR 15–20 czerwca 1964       | Aleksander Zawadzki          | 20 czerwca 1964      | 7 sierpnia 1964      |
| IV Zjazd PZPR 15–20 czerwca 1964       | Józef Cyrankiewicz           | 20 czerwca 1964      |                      |
| IV Zjazd PZPR 15–20 czerwca 1964       | Edward Ochab                 | 20 czerwca 1964      | 9 lipca 1968         |
| IV Zjazd PZPR 15–20 czerwca 1964       | Adam Rapacki                 | 20 czerwca 1964      | 16 listopada 1968    |
| IV Zjazd PZPR 15–20 czerwca 1964       | Stefan Jędrychowski          | 20 czerwca 1964      |                      |
| IV Zjazd PZPR 15–20 czerwca 1964       | Ignacy Loga-Sowiński         | 20 czerwca 1964      |                      |
| IV Zjazd PZPR 15–20 czerwca 1964       | Edward Gierek                | 20 czerwca 1964      |                      |
| IV Zjazd PZPR 15–20 czerwca 1964       | Marian Spychalski            | 20 czerwca 1964      |                      |
| IV Zjazd PZPR 15–20 czerwca 1964       | Zenon Kliszko                | 20 czerwca 1964      |                      |
| IV Zjazd PZPR 15–20 czerwca 1964       | Eugeniusz Szyr               | 20 czerwca 1964      | 16 listopada 1968    |
| IV Zjazd PZPR 15–20 czerwca 1964       | Franciszek Waniołka          | 20 czerwca 1964      | 16 listopada 1968    |
| IV Zjazd PZPR 15–20 czerwca 1964       | Ryszard Strzelecki           | 21 listopada 1964    |                      |
| IV Zjazd PZPR 15–20 czerwca 1964       | Bolesław Jaszczuk            | 9 lipca 1968         |                      |
| IV Zjazd PZPR 15–20 czerwca 1964       | Ryszard Strzelecki (Z)       | 20 czerwca 1964      | 21 listopada 1964    |
| IV Zjazd PZPR 15–20 czerwca 1964       | Piotr Jaroszewicz (Z)        | 20 czerwca 1964      |                      |
| IV Zjazd PZPR 15–20 czerwca 1964       | Mieczysław Jagielski (Z)     | 20 czerwca 1964      |                      |
| IV Zjazd PZPR 15–20 czerwca 1964       | Bolesław Jaszczuk (Z)        | 1964?                | 9 lipca 1968         |
| V Zjazd PZPR 11–16 listopada, 1968     | Władysław Gomułka            | 16 listopada 1968    | 20 grudnia 1970      |
| V Zjazd PZPR 11–16 listopada, 1968     | Józef Cyrankiewicz           | 16 listopada 1968    |                      |
| V Zjazd PZPR 11–16 listopada, 1968     | Stefan Jędrychowski          | 16 listopada 1968    |                      |
| V Zjazd PZPR 11–16 listopada, 1968     | Ignacy Loga-Sowiński         | 16 listopada 1968    |                      |
| V Zjazd PZPR 11–16 listopada, 1968     | Edward Gierek                | 16 listopada 1968    |                      |
| V Zjazd PZPR 11–16 listopada, 1968     | Marian Spychalski            | 16 listopada 1968    | 20 grudnia 1970      |
| V Zjazd PZPR 11–16 listopada, 1968     | Zenon Kliszko                | 16 listopada 1968    | 20 grudnia 1970      |
| V Zjazd PZPR 11–16 listopada, 1968     | Ryszard Strzelecki           | 16 listopada 1968    | 20 grudnia 1970      |
| V Zjazd PZPR 11–16 listopada, 1968     | Bolesław Jaszczuk            | 16 listopada 1968    | 20 grudnia 1970      |
| V Zjazd PZPR 11–16 listopada, 1968     | Stanisław Kociołek           | 16 listopada 1968    |                      |
| V Zjazd PZPR 11–16 listopada, 1968     | Władysław Kruczek            | 16 listopada 1968    |                      |
| V Zjazd PZPR 11–16 listopada, 1968     | Józef Tejchma                | 16 listopada 1968    |                      |
| V Zjazd PZPR 11–16 listopada, 1968     | Piotr Jaroszewicz (Z)        | 16 listopada 1968    | 20 grudnia 1970      |
| V Zjazd PZPR 11–16 listopada, 1968     | Mieczysław Jagielski (Z)     | 16 listopada 1968    |                      |
| V Zjazd PZPR 11–16 listopada, 1968     | Mieczysław Moczar (Z)        | 16 listopada 1968    | 20 grudnia 1970      |
| V Zjazd PZPR 11–16 listopada, 1968     | Jan Szydlak (Z)              | 16 listopada 1968    | 20 grudnia 1970      |
| Zmiany 20 grudnia 1970                 | Edward Gierek                | 20 grudnia 1970      |                      |
| Zmiany 20 grudnia 1970                 | Józef Cyrankiewicz           | 20 grudnia 1970      | 11 grudnia 1971      |
| Zmiany 20 grudnia 1970                 | Stefan Jędrychowski          | 20 grudnia 1970      | 11 grudnia 1971      |
| Zmiany 20 grudnia 1970                 | Ignacy Loga-Sowiński         | 20 grudnia 1970      | 7 lutego 1971        |
| Zmiany 20 grudnia 1970                 | Stanisław Kociołek           | 20 grudnia 1970      | 7 lutego 1971        |
| Zmiany 20 grudnia 1970                 | Władysław Kruczek            | 20 grudnia 1970      |                      |
| Zmiany 20 grudnia 1970                 | Józef Tejchma                | 20 grudnia 1970      |                      |
| Zmiany 20 grudnia 1970                 | Piotr Jaroszewicz            | 20 grudnia 1970      |                      |
| Zmiany 20 grudnia 1970                 | Mieczysław Moczar            | 20 grudnia 1970      | 11 grudnia 1971      |
| Zmiany 20 grudnia 1970                 | Jan Szydlak                  | 20 grudnia 1970      |                      |
| Zmiany 20 grudnia 1970                 | Edward Babiuch               | 20 grudnia 1970      |                      |
| Zmiany 20 grudnia 1970                 | Stefan Olszowski             | 20 grudnia 1970      |                      |
| Zmiany 20 grudnia 1970                 | Mieczysław Jagielski (Z)     | 20 grudnia 1970      | 11 grudnia 1971      |
| Zmiany 20 grudnia 1970                 | Wojciech Jaruzelski (Z)      | 20 grudnia 1970      | 11 grudnia 1971      |
| Zmiany 20 grudnia 1970                 | Henryk Jabłoński (Z)         | 20 grudnia 1970      | 11 grudnia 1971      |
| Zmiany 20 grudnia 1970                 | Józef Kępa (Z)               | 20 grudnia 1970      |                      |
| VI Zjazd PZPR 6–11 grudnia 1971        | Edward Gierek                | 11 grudnia 1971      |                      |
| VI Zjazd PZPR 6–11 grudnia 1971        | Władysław Kruczek            | 11 grudnia 1971      |                      |
| VI Zjazd PZPR 6–11 grudnia 1971        | Józef Tejchma                | 11 grudnia 1971      |                      |
| VI Zjazd PZPR 6–11 grudnia 1971        | Piotr Jaroszewicz            | 11 grudnia 1971      |                      |
| VI Zjazd PZPR 6–11 grudnia 1971        | Jan Szydlak                  | 11 grudnia 1971      |                      |
| VI Zjazd PZPR 6–11 grudnia 1971        | Edward Babiuch               | 11 grudnia 1971      |                      |
| VI Zjazd PZPR 6–11 grudnia 1971        | Stefan Olszowski             | 11 grudnia 1971      |                      |
| VI Zjazd PZPR 6–11 grudnia 1971        | Mieczysław Jagielski         | 11 grudnia 1971      |                      |
| VI Zjazd PZPR 6–11 grudnia 1971        | Wojciech Jaruzelski          | 11 grudnia 1971      |                      |
| VI Zjazd PZPR 6–11 grudnia 1971        | Henryk Jabłoński             | 11 grudnia 1971      |                      |
| VI Zjazd PZPR 6–11 grudnia 1971        | Franciszek Szlachcic         | 11 grudnia 1971      | 12 grudnia 1975      |
| VI Zjazd PZPR 6–11 grudnia 1971        | Józef Kępa (Z)               | 11 grudnia 1971      | 12 grudnia 1975      |
| VI Zjazd PZPR 6–11 grudnia 1971        | Stanisław Kania (Z)          | 11 grudnia 1971      | 12 grudnia 1975      |
| VI Zjazd PZPR 6–11 grudnia 1971        | Zdzisław Grudzień (Z)        | 11 grudnia 1971      | 12 grudnia 1975      |
| VI Zjazd PZPR 6–11 grudnia 1971        | Kazimierz Barcikowski (Z)    | 11 grudnia 1971      |                      |
| VI Zjazd PZPR 6–11 grudnia 1971        | Stanisław Kowalczyk (Z)      | kwietnia, 1973       | 12 grudnia 1975      |
| VII Zjazd PZPR 8–12 grudnia 1975       | Edward Gierek                | 12 grudnia 1975      |                      |
| VII Zjazd PZPR 8–12 grudnia 1975       | Władysław Kruczek            | 12 grudnia 1975      |                      |
| VII Zjazd PZPR 8–12 grudnia 1975       | Józef Tejchma                | 12 grudnia 1975      | 15 lutego 1980       |
| VII Zjazd PZPR 8–12 grudnia 1975       | Piotr Jaroszewicz            | 12 grudnia 1975      | 15 lutego 1980       |
| VII Zjazd PZPR 8–12 grudnia 1975       | Jan Szydlak                  | 12 grudnia 1975      |                      |
| VII Zjazd PZPR 8–12 grudnia 1975       | Edward Babiuch               | 12 grudnia 1975      |                      |
| VII Zjazd PZPR 8–12 grudnia 1975       | Stefan Olszowski             | 12 grudnia 1975      | 15 lutego 1980       |
| VII Zjazd PZPR 8–12 grudnia 1975       | Mieczysław Jagielski         | 12 grudnia 1975      |                      |
| VII Zjazd PZPR 8–12 grudnia 1975       | Wojciech Jaruzelski          | 12 grudnia 1975      |                      |
| VII Zjazd PZPR 8–12 grudnia 1975       | Henryk Jabłoński             | 12 grudnia 1975      |                      |
| VII Zjazd PZPR 8–12 grudnia 1975       | Józef Kępa                   | 12 grudnia 1975      | 15 lutego 1980       |
| VII Zjazd PZPR 8–12 grudnia 1975       | Stanisław Kania              | 12 grudnia 1975      |                      |
| VII Zjazd PZPR 8–12 grudnia 1975       | Zdzisław Grudzień            | 12 grudnia 1975      |                      |
| VII Zjazd PZPR 8–12 grudnia 1975       | Stanisław Kowalczyk          | 12 grudnia 1975      |                      |
| VII Zjazd PZPR 8–12 grudnia 1975       | Kazimierz Barcikowski (Z)    | 12 grudnia 1975      |                      |
| VII Zjazd PZPR 8–12 grudnia 1975       | Tadeusz Wrzaszczyk (Z)       | 12 grudnia 1975      |                      |
| VII Zjazd PZPR 8–12 grudnia 1975       | Jerzy Łukaszewicz (Z)        | 12 grudnia 1975      |                      |
| VIII Zjazd PZPR 11–15 lutego 1980      | Edward Gierek                | 15 lutego 1980       | 6 września 1980      |
| VIII Zjazd PZPR 11–15 lutego 1980      | Władysław Kruczek            | 15 lutego 1980       | 2 grudnia 1980       |
| VIII Zjazd PZPR 11–15 lutego 1980      | Jan Szydlak                  | 15 lutego 1980       | 24 sierpnia 1980     |
| VIII Zjazd PZPR 11–15 lutego 1980      | Edward Babiuch               | 15 lutego 1980       | 24 sierpnia 1980     |
| VIII Zjazd PZPR 11–15 lutego 1980      | Mieczysław Jagielski         | 15 lutego 1980       | 19 lipca 1981        |
| VIII Zjazd PZPR 11–15 lutego 1980      | Wojciech Jaruzelski          | 15 lutego 1980       |                      |
| VIII Zjazd PZPR 11–15 lutego 1980      | Henryk Jabłoński             | 15 lutego 1980       | 19 lipca 1981        |
| VIII Zjazd PZPR 11–15 lutego 1980      | Stanisław Kania              | 15 lutego 1980       |                      |
| VIII Zjazd PZPR 11–15 lutego 1980      | Zdzisław Grudzień            | 15 lutego 1980       | 6 października 1980  |
| VIII Zjazd PZPR 11–15 lutego 1980      | Stanisław Kowalczyk          | 15 lutego 1980       | 2 grudnia 1980       |
| VIII Zjazd PZPR 11–15 lutego 1980      | Tadeusz Wrzaszczyk           | 15 lutego 1980       | 24 sierpnia 1980     |
| VIII Zjazd PZPR 11–15 lutego 1980      | Jerzy Łukaszewicz            | 15 lutego 1980       | 24 sierpnia 1980     |
| VIII Zjazd PZPR 11–15 lutego 1980      | Alojzy Karkoszka             | 15 lutego 1980       | 19 listopada 1980    |
| VIII Zjazd PZPR 11–15 lutego 1980      | Andrzej Werblan              | 15 lutego 1980       | 2 grudnia 1980       |
| VIII Zjazd PZPR 11–15 lutego 1980      | Stefan Olszowski             | 24 sierpnia 1980     |                      |
| VIII Zjazd PZPR 11–15 lutego 1980      | Józef Pińkowski              | 24 sierpnia 1980     | 30 kwietnia 1981     |
| VIII Zjazd PZPR 11–15 lutego 1980      | Kazimierz Barcikowski        | 6 września 1980      |                      |
| VIII Zjazd PZPR 11–15 lutego 1980      | Andrzej Żabiński             | 6 września 1980      | 19, lipca 1981       |
| VIII Zjazd PZPR 11–15 lutego 1980      | Mieczysław Moczar            | 2 grudnia 1980       | 19 lipca 1981        |
| VIII Zjazd PZPR 11–15 lutego 1980      | Tadeusz Grabski              | 2 grudnia 1980       | 19 lipca 1981        |
| VIII Zjazd PZPR 11–15 lutego 1980      | Gerard Gabryś                | 30 kwietnia 1981     | 19 lipca 1981        |
| VIII Zjazd PZPR 11–15 lutego 1980      | Zygmunt Wroński              | 30 kwietnia, 1981    | 19 lipca 1981        |
| VIII Zjazd PZPR 11–15 lutego 1980      | Kazimierz Barcikowski (Z)    | 15 lutego 1980       | 6 września 1980      |
| VIII Zjazd PZPR 11–15 lutego 1980      | Józef Pińkowski (Z)          | 15 lutego 1980       | 24 sierpnia 1980     |
| VIII Zjazd PZPR 11–15 lutego 1980      | Zdzisław Żandarowski (Z)     | 15 lutego 1980       | 24 sierpnia 1980     |
| VIII Zjazd PZPR 11–15 lutego 1980      | Tadeusz Pyka (Z)             | 15 lutego 1980       | 24 sierpnia 1980     |
| VIII Zjazd PZPR 11–15 lutego 1980      | Emil Wojtaszek (Z)           | 15 lutego 1980       | 30 kwietnia 1981     |
| VIII Zjazd PZPR 11–15 lutego 1980      | Andrzej Żabiński (Z)         | 24 sierpnia 1980     | 6 września 1980      |
| VIII Zjazd PZPR 11–15 lutego 1980      | Jerzy Waszczuk (Z)           | 24 sierpnia 1980     | 19, lipca 1981       |
| VIII Zjazd PZPR 11–15 lutego 1980      | Władysław Kruk (Z)           | 6 października 1980  | 19, lipca 1981       |
| VIII Zjazd PZPR 11–15 lutego 1980      | Roman Ney (Z)                | 6 października 1980  | 19 lipca 1981        |
| VIII Zjazd PZPR 11–15 lutego 1980      | Tadeusz Fiszbach (Z)         | 2 grudnia 1980       | 19 lipca 1981        |
| VIII Zjazd PZPR 11–15 lutego 1980      | Józef Masny (Z)              | 30, kwietnia, 1981   | 19 lipca 1981        |
| IX Zjazd PZPR 14–20 lipca 1981         | Stanisław Kania              | 19 lipca 1981        | października 1981    |
| IX Zjazd PZPR 14–20 lipca 1981         | Wojciech Jaruzelski          | 19 lipca 1981        |                      |
| IX Zjazd PZPR 14–20 lipca 1981         | Stefan Olszowski             | 19 lipca 1981        | 11 listopada, 1985   |
| IX Zjazd PZPR 14–20 lipca 1981         | Kazimierz Barcikowski        | 19 lipca 1981        |                      |
| IX Zjazd PZPR 14–20 lipca 1981         | Zbigniew Messner             | 19 lipca 1981        |                      |
| IX Zjazd PZPR 14–20 lipca 1981         | Tadeusz Czechowicz           | 19 lipca 1981        | 3 lipca 1986         |
| IX Zjazd PZPR 14–20 lipca 1981         | Józef Czyrek                 | 19 lipca 1981        |                      |
| IX Zjazd PZPR 14–20 lipca 1981         | Zofia Grzyb                  | 19 lipca 1981        | 3 lipca 1986         |
| IX Zjazd PZPR 14–20 lipca 1981         | Hieronim Kubiak              | 19 lipca 1981        | 3 lipca 1986         |
| IX Zjazd PZPR 14–20 lipca 1981         | Jan Łabęcki                  | 19 lipca 1981        | 16 lipca 1982        |
| IX Zjazd PZPR 14–20 lipca 1981         | Mirosław Milewski            | 19 lipca 1981        | 14 maja 1985         |
| IX Zjazd PZPR 14–20 lipca 1981         | Stanisław Opałko             | 19 lipca 1981        | 3 lipca 1986         |
| IX Zjazd PZPR 14–20 lipca 1981         | Tadeusz Porębski             | 19 lipca 1981        |                      |
| IX Zjazd PZPR 14–20 lipca 1981         | Jerzy Romanik                | 19 lipca 1981        | 3 lipca 1986         |
| IX Zjazd PZPR 14–20 lipca 1981         | Albin Siwak                  | 19 lipca 1981        | 3 lipca 1986         |
| IX Zjazd PZPR 14–20 lipca 1981         | Marian Woźniak               | 16 lipca 1982        |                      |
| IX Zjazd PZPR 14–20 lipca 1981         | Stanisław Kałkus             | 16 lipca 1982        | 3 lipca 1986         |
| IX Zjazd PZPR 14–20 lipca 1981         | Jan Główczyk (Z)             | 19 lipca 1981        | 3 lipca 1986         |
| IX Zjazd PZPR 14–20 lipca 1981         | Włodzimierz Mokrzyszczak (Z) | 19 lipca 1981        | 3 lipca 1986         |
| IX Zjazd PZPR 14–20 lipca 1981         | Florian Siwicki (Z)          | 28 października 1981 | 3 lipca 1986         |
| IX Zjazd PZPR 14–20 lipca 1981         | Marian Woźniak (Z)           | 25 lutego 1982       | 16 lipca 1982        |
| IX Zjazd PZPR 14–20 lipca 1981         | Czesław Kiszczak (Z)         | 25 lutego 1982       | 3 lipca 1986         |
| IX Zjazd PZPR 14–20 lipca 1981         | Stanisław Bejger (Z)         | 16 lipca 1982        |                      |
| IX Zjazd PZPR 14–20 lipca 1981         | Marian Orzechowski (Z)       | 15 października 1983 | 3 lipca 1986         |
| X Zjazd PZPR 29 czerwca – 3 lipca 1986 | Wojciech Jaruzelski          | 3 lipca 1986         | 29 lipca 1989        |
| X Zjazd PZPR 29 czerwca – 3 lipca 1986 | Kazimierz Barcikowski        | 3 lipca 1986         | 29 lipca 1989        |
| X Zjazd PZPR 29 czerwca – 3 lipca 1986 | Zbigniew Messner             | 3 lipca 1986         | 21 grudnia 1988      |
| X Zjazd PZPR 29 czerwca – 3 lipca 1986 | Józef Czyrek                 | 3 lipca 1986         | 29 lipca 1989        |
| X Zjazd PZPR 29 czerwca – 3 lipca 1986 | Tadeusz Porębski             | 3 lipca 1986         | 21 grudnia 1988      |
| X Zjazd PZPR 29 czerwca – 3 lipca 1986 | Marian Woźniak               | 3 lipca 1986         | 14 czerwca 1988      |
| X Zjazd PZPR 29 czerwca – 3 lipca 1986 | Jan Główczyk                 | 3 lipca 1986         | 21 grudnia 1988      |
| X Zjazd PZPR 29 czerwca – 3 lipca 1986 | Włodzimierz Mokrzyszczak     | 3 lipca 1986         | 14 czerwca 1988      |
| X Zjazd PZPR 29 czerwca – 3 lipca 1986 | Florian Siwicki              | 3 lipca 1986         |                      |
| X Zjazd PZPR 29 czerwca – 3 lipca 1986 | Czesław Kiszczak             | 3 lipca 1986         |                      |
| X Zjazd PZPR 29 czerwca – 3 lipca 1986 | Marian Orzechowski           | 3 lipca 1986         |                      |
| X Zjazd PZPR 29 czerwca – 3 lipca 1986 | Józef Baryła                 | 3 lipca 1986         | 21 grudnia 1988      |
| X Zjazd PZPR 29 czerwca – 3 lipca 1986 | Zofia Stępień                | 3 lipca 1986         | 21 grudnia 1988      |
| X Zjazd PZPR 29 czerwca – 3 lipca 1986 | Zygmunt Murański             | 3 lipca 1986         | 21 grudnia 1988      |
| X Zjazd PZPR 29 czerwca – 3 lipca 1986 | Alfred Miodowicz             | 3 lipca 1986         | 29 lipca 1989        |
| X Zjazd PZPR 29 czerwca – 3 lipca 1986 | Mieczysław Rakowski          | 15 grudnia 1987      |                      |
| X Zjazd PZPR 29 czerwca – 3 lipca 1986 | Władysław Baka               | 14 czerwca 1988      |                      |
| X Zjazd PZPR 29 czerwca – 3 lipca 1986 | Kazimierz Cypryniak          | 21 grudnia 1988      |                      |
| X Zjazd PZPR 29 czerwca – 3 lipca 1986 | Iwona Lubowska               | 21 grudnia 1988      |                      |
| X Zjazd PZPR 29 czerwca – 3 lipca 1986 | Wiktor Pyrkosz               | 21 grudnia 1988      |                      |
| X Zjazd PZPR 29 czerwca – 3 lipca 1986 | Janusz Reykowski             | 21 grudnia 1988      |                      |
| X Zjazd PZPR 29 czerwca – 3 lipca 1986 | Zdzisław Świątek             | 21 grudnia 1988      |                      |
| X Zjazd PZPR 29 czerwca – 3 lipca 1986 | Stanisław Ciosek             | 21 grudnia 1988      | 29 lipca 1989        |
| X Zjazd PZPR 29 czerwca – 3 lipca 1986 | Zbigniew Michałek            | 21 grudnia 1988      |                      |
| X Zjazd PZPR 29 czerwca – 3 lipca 1986 | Gabriela Rembisz             | 21 grudnia 1988      |                      |
| X Zjazd PZPR 29 czerwca – 3 lipca 1986 | Stanisław Bejger (Z)         | 3 lipca 1986         | 14 czerwca 1988      |
| X Zjazd PZPR 29 czerwca – 3 lipca 1986 | Bogumił Ferensztajn (Z)      | 3 lipca 1986         | 15 grudnia 1987      |
| X Zjazd PZPR 29 czerwca – 3 lipca 1986 | Zbigniew Michałek (Z)        | 3 lipca 1986         | 21 grudnia 1988      |
| X Zjazd PZPR 29 czerwca – 3 lipca 1986 | Gabriela Rembisz (Z)         | 3 lipca 1986         | 21 grudnia 1988      |
| X Zjazd PZPR 29 czerwca – 3 lipca 1986 | Janusz Kubasiewicz (Z)       | 3 lipca 1986         | 29 lipca 1989        |
| X Zjazd PZPR 29 czerwca – 3 lipca 1986 | Manfred Gorywoda (Z)         | 15 grudnia 1987      | 29 lipca 1989        |
| X Zjazd PZPR 29 czerwca – 3 lipca 1986 | Stanisław Ciosek (Z)         | 14 czerwca 1988      | 21 grudnia 1988      |
| X Zjazd PZPR 29 czerwca – 3 lipca 1986 | Zdzisław Balicki (Z)         | 21 grudnia 1988      |                      |
| X Zjazd PZPR 29 czerwca – 3 lipca 1986 | Marek Hołdakowski (Z)        | 21 grudnia 1988      |                      |
| X Zjazd PZPR 29 czerwca – 3 lipca 1986 | Zbigniew Sobotka (Z)         | 21 grudnia 1988      |                      |
| Zmiany 29 lipca 1989                   | Mieczysław Rakowski          | 29 lipca 1989        | 29 stycznia 1990     |
| Zmiany 29 lipca 1989                   | Florian Siwicki              | 29 lipca 1989        | 29 stycznia 1990     |
| Zmiany 29 lipca 1989                   | Czesław Kiszczak             | 29 lipca 1989        | 29 stycznia 1990     |
| Zmiany 29 lipca 1989                   | Marian Orzechowski           | 29 lipca 1989        | 29 stycznia 1990     |
| Zmiany 29 lipca 1989                   | Władysław Baka               | 29 lipca 1989        | 29 stycznia 1990     |
| Zmiany 29 lipca 1989                   | Kazimierz Cypryniak          | 29 lipca 1989        | 29 stycznia 1990     |
| Zmiany 29 lipca 1989                   | Iwona Lubowska               | 29 lipca 1989        | 29 stycznia 1990     |
| Zmiany 29 lipca 1989                   | Wiktor Pyrkosz               | 29 lipca 1989        | 29 stycznia 1990     |
| Zmiany 29 lipca 1989                   | Janusz Reykowski             | 29 lipca 1989        | 29 stycznia 1990     |
| Zmiany 29 lipca 1989                   | Zdzisław Świątek             | 29 lipca 1989        | 29 stycznia 1990     |
| Zmiany 29 lipca 1989                   | Zbigniew Michałek            | 29 lipca 1989        | 29 stycznia 1990     |
| Zmiany 29 lipca 1989                   | Gabriela Rembisz             | 29 lipca 1989        | 29 stycznia 1990     |
| Zmiany 29 lipca 1989                   | Janusz Kubasiewicz           | 29 lipca 1989        | 29 stycznia 1990     |
| Zmiany 29 lipca 1989                   | Manfred Gorywoda             | 29 lipca 1989        | 29 stycznia 1990     |
| Zmiany 29 lipca 1989                   | Leszek Miller                | 29 lipca 1989        | 29 stycznia 1990     |
| Zmiany 29 lipca 1989                   | Zdzisław Balicki (Z)         | 29 lipca 1989        | 29 stycznia 1990     |
| Zmiany 29 lipca 1989                   | Marek Hołdakowski (Z)        | 29 lipca 1989        | 29 stycznia 1990     |
| Zmiany 29 lipca 1989                   | Zbigniew Sobotka (Z)         | 29 lipca 1989        | 29 stycznia 1990     |

(Z) = Zastępca Członka Biura Politycznego